# Alcalá del Río
Alcalá del Río ist eine spanische Stadt in der Provinz Sevilla der Autonomen Region Andalusien. Der Ort hatte 2024 12.250 Einwohner.

## Geschichte
Zu iberischer Zeit hieß der Ort Ilipa. Bei Ilipa siegte im Jahr 206 v. Chr. Scipio in der Schlacht von Ilipa über die Karthager. In westgotischer Zeit wird der Ort als Bistum erwähnt.
Im Jahr 1594 gehörte Alcalá del Río zum Königreich Sevilla (Krone Kastilien), der Orte zählte damals 586 Einwohner.

## Bevölkerungsentwicklung
Quelle:INE-Archiv – grafische Aufarbeitung für Wikipedia

## Sehenswürdigkeiten
- Kirche Santa María de la Asunción, erbaut ab dem 14. Jahrhundert
- Turm aus dem Mittelalter
- Kapelle San Gregorio de Osset, erbaut Ende des 15. Jahrhunderts